# ویواریوم

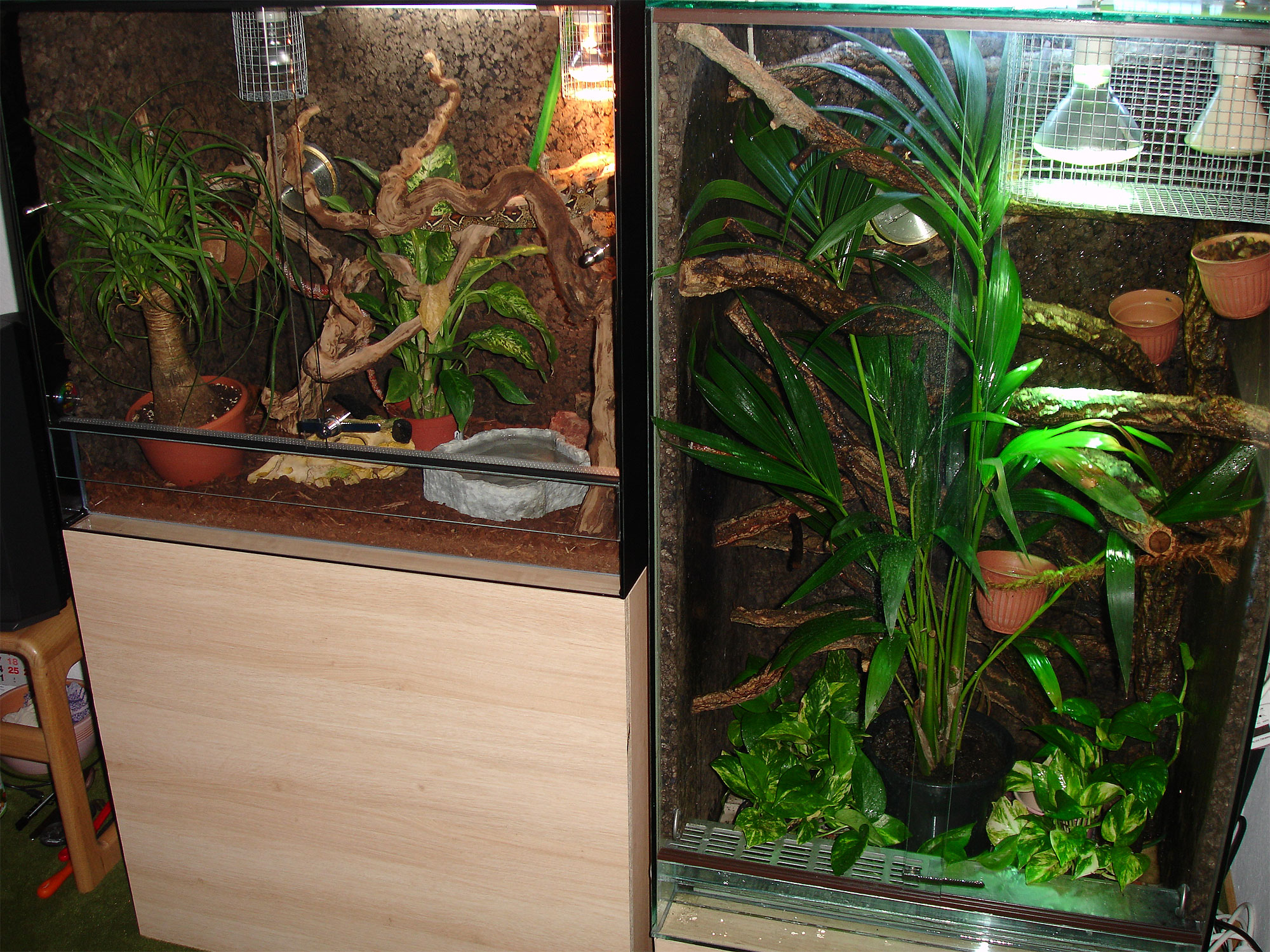
دو تراریوم شیشه‌ای و گیاهان درون آنها

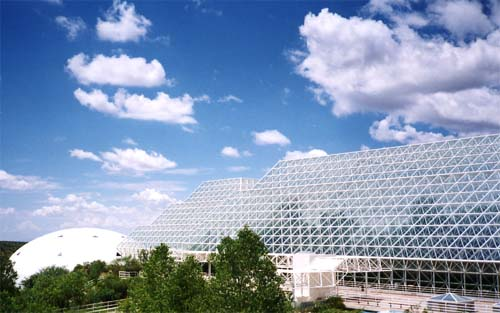
بایوسفر ۲ اوراکل، آریزونا

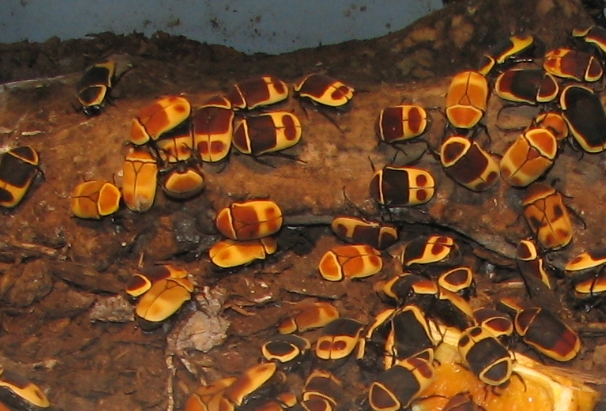
سوسک‌های خورشیدی در یک اینسکتاریوم

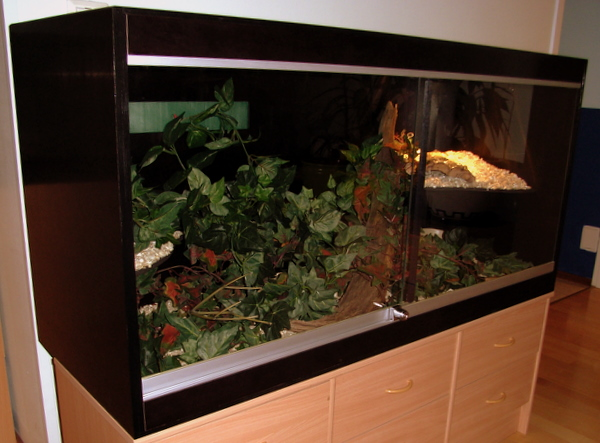
ویواریوم با دیوارهای تخته چندلایه و پوشش اپوکسی

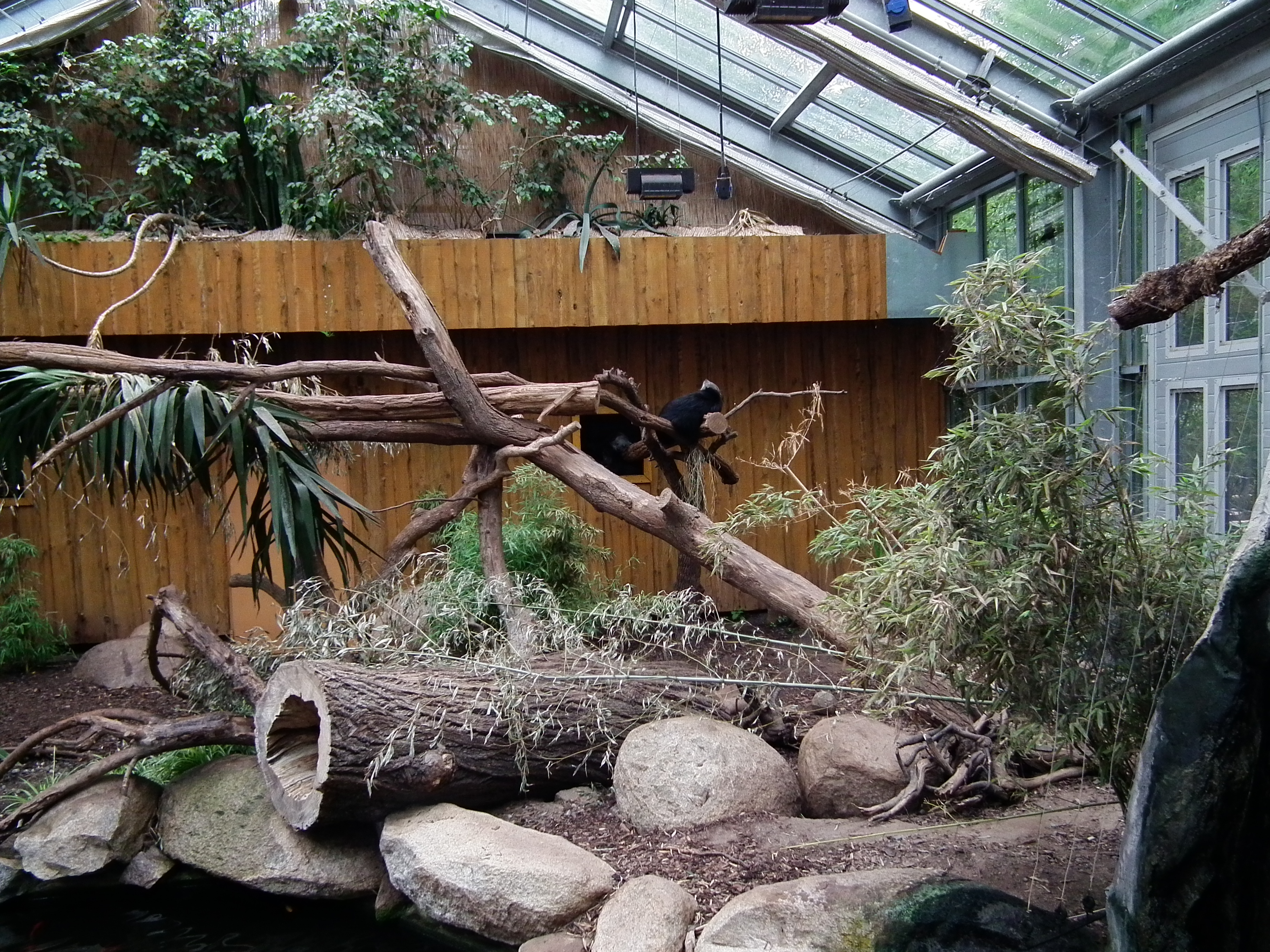
ویواریوم، هسن، آلمان

زیست‌دان یا ویواریوم (به انگلیسی: Vivarium) کلمه‌ای لاتین به معنی «محل زندگی» و جایی است که معمولاً برای نگهداری و رشد و نمو گیاهان یا حیوانات، برای دیدن یا تحقیق استفاده می‌شود.
معمولاً بخشی از اکوسیستم برای یک گونهٔ خاص، در اندازهٔ کوچک‌تر، همراه با امکان کنترل شرایط محیطی، شبیه‌سازی می‌شود.
یک ویواریوم ممکن است بسیار کوچک و مناسب نگهداری روی یک میز باشد، مانند تراریوم یا آکواریوم، یا ممکن است سازه‌ای بسیار بزرگ باشد که امکان پرواز گونه‌های نگهداری‌شده را نیز داشته‌باشد.

## گیاهان و جانوران
- آکواریوم:
- تراریوم:

«تراریوم» در لغت به معنی باغ شیشه‌ای است و عبارت است از محیطی برای پرورش و نگهداری گیاهان و به بیان دیگر محیطی برای ایجاد ریزاقلیمی با رطوبت بالا برای گیاهانی که بیشتر بومی جنگل‌های مرطوب جنوب، مرکز آمریکا، جنوب شرقی آسیا و آفریقا هستند و سازگار با هم نیز هستند و در یک ظرف معمولاً شیشه‌ای و سربسته رشد می‌کنند.

## اندازه و نیازها
در اندازه نباید حساسیت بسیار زیادی انجام داد و درکل یک آکواریوم یا یک تراریوم کوچک اما زیبا هم می‌تواند جلوه خاصی به خانه یا محل کار ببخشد.
نیازها: یک آکواریوم با سایز دلخواه، کپسول CO2، بذر گیاه، خاک پلنت ، آهن و کود مناسب برای تراریوم‌ها.

## کنترل‌های محیطی
- نور
- دما
- رطوبت
- تهویه و بازکردن